# Thalattoscopus lineatus
Thalattoscopus lineatus är en insektsart som beskrevs av Knight och Webb 1986. Thalattoscopus lineatus ingår i släktet Thalattoscopus och familjen dvärgstritar. Inga underarter finns listade i Catalogue of Life.